# 亨利·奥伯霍尔泽
亨利·奥伯霍尔泽（英語：Henry Oberholzer，1893年4月12日—1953年3月20日），英国男子竞技体操运动员。他曾获得1912年夏季奥运会体操比赛男子团体全能铜牌。他于1953年在纽波特去世。